# 大勢待利明
大勢待 利明（おおせまち としあき、1975年（昭和50年）4月27日 - ）は、日本の政治家。東京都青梅市長（1期）。元青梅市議会議員（3期）。

## 来歴
東京都青梅市出身。青梅市立若草小学校、青梅市立霞台中学校、東京都立立川高等学校を経て、青山学院大学経済学部卒。立教大学大学院社会学研究科修了。IT企業に入社する。
大学時代に中田宏（元横浜市長）に出会ったのを契機に政治家を志し、2011年（平成23年）、青梅市議会議員選挙に初当選。3期連続当選する。
2023年（令和5年）、青梅市長選挙に都民ファーストの会と国民民主党の推薦を受け、立候補した。自民党・公明党の推薦を受け、3選を目指した現職の浜中啓一を破って初当選を果たした。選挙の結果は以下のとおり。
※当日有権者数：110,596人 最終投票率：39.56%（前回比：+3.05pts）
| 候補者名   | 年齢 | 所属党派 | 新旧別 | 得票数   | 得票率 | 推薦・支持                             |
| ---------- | ---- | -------- | ------ | -------- | ------ | -------------------------------------- |
| 大勢待利明 | 48   | 無所属   | 新     | 26,042票 | 60.3%  | （推薦）都民ファーストの会・国民民主党 |
| 浜中啓一   | 71   | 無所属   | 現     | 17,152票 | 39.7%  | （推薦）自民党・公明党                 |